# Hermann Bahr

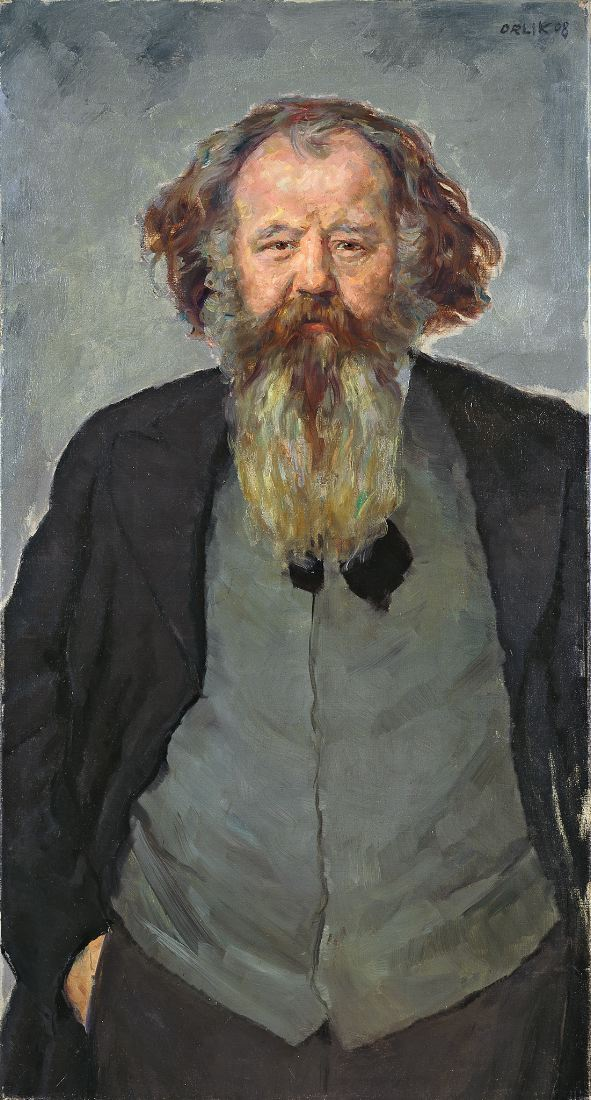
portret autorstwa Emila Orlika z 1908

Hermann Bahr (ur. 19 lipca 1863 w Linzu, zm. 15 stycznia 1934 w Monachium) – austriacki krytyk literacki i pisarz tworzący w kierunkach od naturalizmu do impresjonizmu i ekspresjonizmu  . Pisał dramaty, krytyki, eseje i powieści. Najbardziej znany ze swojego dramatu Matka i powieści Himmelfahrt .
Studiował w Wiedniu i Berlinie, gdzie nawiązał kontakt z naturialistami. Podróżował przez Hiszpanię, Francję, Maroko. Od roku 1889 był współwydawcą czasopisma Die Freie Bühne. W roku 1890 był lektorem w Reisen nach Russland. Od 1894 roku pracował jako wolny pisarz i krytyk literacki w Wiedniu. W latach 1906–1907 był reżyserem w Deutsches Theater w Berlinie, później, od 1918 pełnił posadę pierwszego dramaturga w Burgtheater w Wiedniu .

## Dzieła
- Zur Kritik der Moderne (esej, 1890)
- Die Überwindung des Naturalismus (esej, 1891)
- Matka (dramat, 1891)
- Teatr (powieść, 1897)
- Koncert (komedia, 1909)
- Autoportret (autobiografia, 1923)